# Podnovlje
Podnovlje (en serbe cyrillique : Подновље) est un village de Bosnie-Herzégovine. Il est situé sur le territoire de la ville de Doboj et dans la république serbe de Bosnie. Selon les premiers résultats du recensement bosnien de 2013, il compte 1 250 habitants.

## Géographie
Le village est situé à l'extrême nord de la Ville de Doboj, sur la rive gauche de la Bosna, un affluent droit de la Save.

## Démographie

### Évolution historique de la population dans la localité
| 1948 | 1953 | 1961  | 1971  | 1981  | 1991  | 2013  |
| ---- | ---- | ----- | ----- | ----- | ----- | ----- |
| -    | -    | 2 028 | 1 315 | 1 301 | 1 239 | 1 250 |

|  |

### Communauté locale
En 1991, la communauté locale de Podnovlje comptait 2 540 habitants, répartis de la manière suivante :